# AIDAvita
AIDAvita là tàu thứ hai trong đội tàu du lịch AIDA. AIDAvita được đóng bởi nhà máy đóng tàu Aker MTW của Đức vào năm 2002 tại Wismar. Chiếc tàu này giống hệt chiếc AIDAaura.